# Alfredo Baldomir

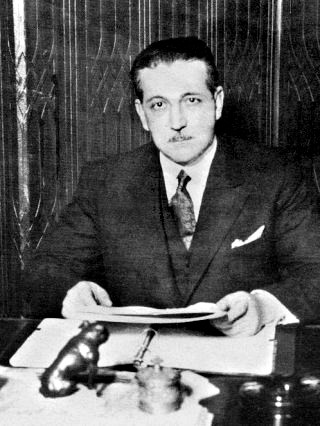
Alfredo Baldomir

Alfredo Baldomir Ferrari (* 27. August 1884 in Paysandú; † 25. Februar 1948 in Montevideo) war ein uruguayischer Soldat, Architekt und Politiker aus der Partido Colorado. Er war Präsident vom 19. Juni 1938 bis zum 1. März 1943 und unterstützte die Alliierten im Zweiten Weltkrieg.
Baldomir trat 1900 der Armee bei und studierte später Architektur und Ingenieurwissenschaft. Von 1931 bis 1934 arbeitete er als Polizeichef von Montevideo und von 1935 bis 1938 war er Verteidigungsminister. 1938 wurde er Präsident. 1942 brach er die diplomatischen Beziehungen zu den Achsenmächten ab. Im selben Jahr löste er das Parlament durch einen Putsch auf und verlängerte seine Amtszeit um ein Jahr.